# Embaixada do Brasil em Rabat
A Embaixada do Brasil em Rabat é a missão diplomática brasileira de Marrocos. A missão diplomática se encontra no endereço, M 10, Avenue al Jacaranda - Secteur 4 Hay Riad, Rabat, Marrocos.